# Corrent de Foucault
El corrent de Foucault és un fenomen elèctric descobert pel físic francès Léon Foucault l'any 1851. En electromagnetisme, un corrent de Foucault  és un bucle de corrent elèctric induït dins dels conductors per un camp magnètic canviant en el conductor segons la llei d'inducció de Faraday o pel moviment relatiu d'un conductor en un camp magnètic. Els corrents de Foucault flueixen en llaços tancats dins dels conductors, en plans perpendiculars al camp magnètic. Poden ser induïda dins dels conductors estacionaris propers per un camp magnètic variable en el temps creat per un electroimant o un transformador de CA, per exemple, o pel moviment relatiu entre un imant. i un conductor proper. La magnitud del corrent en un bucle donat és proporcional a la força del camp magnètic, l'àrea del bucle i la velocitat de canvi del flux, i inversament proporcional a la resistivitat del material. Quan es representen gràficament, aquests corrents circulars dins d'una peça de metall semblen vagament remolins o remolins en un líquid.
Per la llei de Lenz, un corrent de Foucault crea un camp magnètic que s'oposa al canvi en el camp magnètic que l'ha creat i, per tant, els corrents de Foucault reaccionen a la font del camp magnètic. Per exemple, una superfície conductora propera exercirà una força d'arrossegament sobre un imant en moviment que s'oposa al seu moviment, a causa dels corrents de Foucault induïts a la superfície pel camp magnètic en moviment. Aquest efecte s'utilitza en els frens  elèctrics que s'utilitzen per aturar la rotació d'eines elèctriques ràpidament quan s'apaguen. El corrent que travessa la resistència del conductor també dissipa energia en forma de calor en el material. Així, els corrents de Foucault són una causa de pèrdua d'energia en els inductors, transformadors, motors elèctrics i generadors de corrent altern (CA), i altres maquinàries de CA. , que requereixen una construcció especial com ara nuclis magnètics laminats o nucli de ferrites per minimitzar-los. Els corrents de Foucault també s'utilitzen per escalfar objectes en forns i equips d'escalfament per inducció, i per detectar esquerdes i defectes en peces metàl·liques mitjançant instruments de assaig de corrents de Foucault.
Apareix quan un conductor és sotmès a un camp magnètic variable, a causa del moviment relatiu entre el camp i el conductor, o a les variacions del camp amb el temps. Això causa un flux d'electrons o corrent dins el conductor. Aquests corrents circulars creen electroimants amb camps magnètics que s'oposen al camp original.
Els corrents de Foucault poden generar moltes pèrdues d'energia en forma de calor i també crear forces repulsives entre el conductor i el camp originari que es poden emprar per a crear levitació, moviment o un fort efecte de frenada.
Els corrents de Foucault se solen minimitzar amb plaques fines, mitjançant la laminació dels conductors, com ara en els transformadors amb nuclis laminats.

## Origen del terme
El terme corrent de Foucault prové de corrents anàlegs observats en l'aigua en arrossegar un rem en el sentit d'empènyer: les turbulències locals conegudes com a remolins donen lloc a vòrtexs persistents. De manera una mica anàloga, els corrents de Foucault poden trigar un temps a acumular-se i poden persistir durant molt de temps als conductors a causa de la seva inductància.

## Història
La primera persona que va observar corrents de Foucault va ser François Arago (1786–1853), president del Consell de Ministres de la 2a República Francesa durant el breu període del 10 de maig al 24 de juny de 1848 (equivalent a la posició actual de el primer ministre francès), que també va ser matemàtic, físic i astrònom. El 1824 va observar el que s'ha anomenat magnetisme rotatori, i que la majoria de cossos conductors es podien magnetitzar; aquests descobriments van ser completats i explicats per Michael Faraday (1791–1867).
El 1834, Emil Lenz va declarar la llei de Lenz, que diu que la direcció del flux de corrent induït en un objecte serà tal que el seu camp magnètic s'oposarà al canvi de flux magnètic que va provocar el flux de corrent. Els corrents de Foucault produeixen un camp secundari que cancel·la una part del camp extern i fa que una part del flux extern eviti el conductor.
El físic francès Léon Foucault (1819–1868) se li atribueix haver descobert els corrents de Foucault. El setembre de 1855, va descobrir que la força necessària per a la rotació d'un disc de coure es fa més gran quan es fa girar amb la seva vora entre els pols d'un imant, el disc al mateix temps s'escalfa pel corrent de Foucault induït en el metall. El primer ús de corrents de Foucault per a proves no destructives es va produir el 1879 quan David E. Hughes va utilitzar els principis per dur a terme proves de classificació metal·lúrgica.

## Teoria

Corrents de Foucault (I, vermell) induït en una placa metàl·lica conductora (C) mentre es mou cap a la dreta sota un imant (N). El camp magnètic (B, green) es dirigeix cap avall a través de la placa. La força de Lorentz del camp magnètic sobre els electrons del metall indueix un corrent lateral sota l'imant. El camp magnètic, actuant sobre els electrons que es mouen lateralment, crea una força de Lorentz oposada a la velocitat de la làmina, que actua com a força d'arrossegament sobre la làmina. Les fletxes blaves són contracamps magnètics generats pel moviment circular de les càrregues.

Forces sobre un electró a la làmina metàl·lica sota l'imant, que expliquen d'on prové la força d'arrossegament a la làmina. El punt vermell e1 mostra un electró de conducció a la làmina just després d'haver sofert una col·lisió amb un àtom, i e2 mostra el mateix electró després d'haver estat accelerat pel camp magnètic. De mitjana a e1 l'electró té la mateixa velocitat que la làmina (v, fletxa negra) en la direcció +x. El camp magnètic (B, fletxa verda) del pol nord N de l'imant es dirigeix cap avall en la direcció -y. El camp magnètic exerceix una força de Lorentz sobre l'electró (fletxa rosa) de F1 = −e(v × B), on e és la càrrega de l'electró. Com que l'electró té una càrrega negativa, des de la regla de la mà dreta aquesta es dirigeix en la direcció +z. A e2, aquesta força dóna a l'electró una component de velocitat en direcció lateral (v2, fletxa negra) El camp magnètic que actua sobre aquesta velocitat lateral, després exerceix una força de Lorentz sobre la partícula de F2 = −e(v2 × B). A partir de la regla de la mà dreta, aquesta es dirigeix en la direcció -x, oposada a la velocitat v de la xapa metàl·lica. Aquesta força accelera l'electró donant-li una component de velocitat oposada a la làmina. Les col·lisions d'aquests electrons amb els àtoms de la làmina exerceixen una força d'arrossegament sobre la làmina.

Fre de Foucault. La peça del pol magnètic nord (superior) en aquest dibuix es mostra més lluny del disc que el sud; això és només per deixar espai per mostrar els corrents. En un fre de corrent de Foucault real, les peces polars es col·loquen tan a prop del disc com sigui possible.

Un imant indueix corrent elèctric circulars en una làmina metàl·lica que es mou pel seu camp magnètic. El diagrama adjunt mostra una làmina de metall {\displaystyle C} que es mou cap a la dreta amb una velocitat {\displaystyle {\vec {v}}} sota un imant estacionari. El camp magnètic {\displaystyle {\vec {B}}} (en fletxes verdes) del pol nord de l'imant {\displaystyle N} passa a través de la làmina metàl·lica.
Com que el metall es mou, el flux magnètic a través d'una àrea determinada de la làmina està canviant. En particular, la part de la làmina que es mou cap a la vora de l'imant (el costat esquerre) experimenta un augment de la densitat de flux magnètic {\displaystyle {\frac {dB}{dt}}>0}. Aquest canvi en el flux magnètic, al seu torn, indueix una força electromotriu (EMF) circular a la làmina, d'acord amb la llei d'inducció de Faraday, que exerceix una força sobre els electrons de la làmina, provocant un moviment en sentit contrari a les agulles del rellotge. corrent circular {\displaystyle I} al full. Això és un corrent de Foucault. De la mateixa manera, la part de la làmina que s'allunya de la vora de l'imant (el costat dret) experimenta una disminució de la densitat de flux magnètic {\displaystyle {\frac {dB}{dt}}<0}, induint un segon corrent de Foucault. , aquesta vegada en el sentit de les agulles del rellotge. Com que els electrons tenen una càrrega negativa, es mouen en sentit contrari al corrent convencional mostrat per les fletxes.
Una altra manera equivalent d'entendre l'origen dels corrents de Foucault és veure que els portadors de càrregues (electrons) lliures de la làmina metàl·lica es mouen amb la làmina cap a la dreta, de manera que el camp magnètic {\displaystyle {\vec {F}}=q{\vec {v}}\times {\vec {B}}} exerceix una força de Lorentz lateral sobre ells donada per {\displaystyle {\vec {F}}=q{\vec {v}}\times {\vec {B}}}. Com que la càrrega {\displaystyle q} dels electrons és negativa, per la regla de la mà dreta la força és cap a la dreta mirant en la direcció del moviment del full. Per tant, hi ha un flux d'electrons cap a l'espectador sota l'imant. Això es divideix en dues parts, fluint a dreta i esquerra al voltant de l'imant fora del camp magnètic cap a l'extrem de l'imant en dos remolins circulars. Com que els electrons tenen una càrrega negativa, la direcció de les fletxes del corrent convencional mostrada és en la direcció oposada, cap a l'esquerra sota l'imant.
Els electrons xoquen amb els àtoms de la xarxa metàl·lica, exercint una força d'arrossegament sobre la làmina proporcional a la seva velocitat. L'energia cinètica utilitzada per superar aquesta resistència es dissipa com a calor pels corrents que flueixen a través del metall, de manera que el metall s'escalfa sota l'imant. Tal com descriu la Llei d'Ampère, cadascun dels corrents circulars del full indueix el seu propi camp magnètic (marcat amb fletxes blaves al diagrama).
Una altra manera d'entendre l'arrossegament és observar que, d'acord amb la llei de Lenz, la força electromotriu induïda s'ha d'oposar al canvi de flux magnètic a través de la làmina. A la vora anterior de l'imant (costat esquerre), el corrent en sentit contrari a les agulles del rellotge crea un camp magnètic que apunta cap amunt (com es pot mostrar amb la regla de la mà dreta), oposat al camp de l'imant. Això fa que es desenvolupi una força repulsiva entre la làmina i la vora davantera de l'imant. En canvi, a la vora posterior (costat dret), el corrent en sentit horari provoca un camp magnètic apuntat cap avall, en la mateixa direcció que el camp de l'imant, donant lloc a una força atractiva entre la làmina i la vora posterior de l'imant. En ambdós casos, la força resultant no és en la direcció del moviment de la làmina.

## Propietats

(esquerra) Eddy currents (I, vermell) dins d'un nucli de transformador de ferro sòlid. (dreta) Fer el nucli de laminacions fines paral·leles al camp (B, verd) amb aïllament (C) entre ells redueix els corrents de Foucault. Tot i que el camp i els corrents es mostren en una direcció, en realitat inverteixen la direcció amb el corrent altern al bobinatge del transformador.

Els corrents de Foucault en conductors de resistivitat diferent de zero generen calor així com forces electromagnètiques. La calor es pot utilitzar per a escalfament per inducció. Les forces electromagnètiques es poden utilitzar per a la levitació, la creació de moviment o per donar un fort efecte de frenada de corrents de Foucault. Els corrents de Foucault també poden tenir efectes no desitjats, per exemple la pèrdua de potència en els transformadors. En aquesta aplicació, es minimitzen amb plaques primes, mitjançant laminació de conductors o altres detalls de la forma del conductor.
Els corrents de Foucault autoinduïts són els responsables de l'Efecte pel·licular en els conductors. Aquest últim es pot utilitzar per a proves no destructives de materials per a característiques geomètriques, com ara microesquerdes. Un efecte similar és l'efecte de proximitat, que és causat per corrents de Foucault induïts externament.
Un objecte o part d'un objecte experimenta una intensitat i una direcció de camp constant on encara hi ha moviment relatiu del camp i de l'objecte (per exemple, al centre del camp del diagrama), o camps inestables on els corrents no poden circular a causa del geometria del conductor. En aquestes situacions, les càrregues s'acumulen sobre o dins de l'objecte i aquestes càrregues produeixen potencials elèctrics estàtics que s'oposen a qualsevol corrent addicional. Els corrents es poden associar inicialment amb la creació de potencials estàtics, però aquests poden ser transitoris i petits.
Els corrents de Foucault generen pèrdues resistives que transformen algunes formes d'energia, com l'energia cinètica, en calor. Aquest escalfament Joule redueix l'eficiència dels transformadors i motors elèctrics de nucli de ferro i altres dispositius que utilitzen camps magnètics canviants. Els corrents de Foucault es minimitzen en aquests dispositius seleccionant materials nucli magnètic que tinguin una conductivitat elèctrica baixa (per exemple, ferrites o pols de ferro barrejat amb resina) o utilitzant làmines primes. de material magnètic, conegut com a laminacions. Els electrons no poden travessar el buit aïllant entre les laminacions i, per tant, no poden circular en arcs amples. Les càrregues s'agrupen als límits de laminació, en un procés anàleg a l'efecte Hall, produint camps elèctrics que s'oposen a qualsevol acumulació de càrrega i, per tant, suprimeixen els corrents de Foucault. Com més curta sigui la distància entre les laminacions adjacents (és a dir, com més gran sigui el nombre de laminacions per unitat d'àrea, perpendiculars al camp aplicat), més gran serà la supressió dels corrents de Foucault.
Tanmateix, la conversió de l'energia d'entrada en calor no sempre és indesitjable, ja que hi ha algunes aplicacions pràctiques. Un es troba als frens d'alguns trens coneguts com a fre de elèctric. Durant la frenada, les rodes metàl·liques estan exposades a un camp magnètic d'un electroimant, generant corrents de Foucault a les rodes. Aquest corrent de Foucault es forma pel moviment de les rodes. Així, per la llei de Lenz, el camp magnètic format pel corrent de Foucault s'oposarà a la seva causa. Així, la roda s'enfrontarà a una força oposada al moviment inicial de la roda. Com més ràpid giren les rodes, més fort és l'efecte, és a dir, a mesura que el tren s'alenteix, la força de frenada es redueix, produint un moviment d'aturada suau.
La escalfament per inducció fa servir els corrents de Foucault per escalfar objectes metàl·lics.

### Dissipació de potència de corrents de Foucault
Sota certs supòsits (material uniforme, camp magnètic uniforme, sense efecte pell, etc.), la potència perduda a causa dels corrents de Foucault per unitat de massa per a una làmina prima o filferro es pot calcular a partir de l'equació següent:
{\displaystyle P={\frac {\pi ^{2}{B_{\text{p}}}^{2}d^{2}f^{2}}{6k\rho D}},} on
- P és la potència perduda per unitat de massa (W/kg),
- Bp és el camp magnètic màxim (T),
- d és el gruix de la làmina o el diàmetre del cable (m),
- f és la freqüència (Hz),
- k és una constant igual a 1 per a una làmina prima i 2 per a un cable prim,
- ρ és la resistivitat del material (Ω m) i
- D és la densitat del material (kg/m3).

Aquesta equació només és vàlida sota les anomenades condicions quasi estàtiques, on la freqüència de magnetització no dóna lloc a l'efecte pell; és a dir, l'ona electromagnètica penetra completament en el material.

### Efecte pel·licular
En camps que canvien molt ràpidament, el camp magnètic no penetra completament a l'interior del material. Aquest efecte pell fa que l'equació anterior no sigui vàlida. Tanmateix, en qualsevol cas, l'augment de la freqüència del mateix valor de camp sempre augmentarà els corrents de Foucault, fins i tot amb una penetració de camp no uniforme.
La profunditat de penetració d'un bon conductor es pot calcular a partir de l'equació següent: {\displaystyle \delta ={\frac {1}{\sqrt {\pi f\mu \sigma }}},} on δ és la profunditat de penetració (m), f és la freqüència (Hz), μ és la permeabilitat magnètica del material (H/m), i σ és la conductivitat elèctrica del material (S/m).

### Equació de difusió
La derivació d'una equació útil per modelar l'efecte dels corrents de Foucault en un material comença amb la forma diferencial i magnetoestàtica de Llei d'Ampère, que proporciona una expressió per al camp magnetitzant 'H ' al voltant d'una densitat de corrent  J:  
{\displaystyle \nabla \times \mathbf {H} =\mathbf {J} .}
Prenent el rínxol a ambdós costats d'aquesta equació i després utilitzar una identitat de càlcul vectorial comuna per a les rínxol del rínxol
{\displaystyle \nabla \left(\nabla \cdot \mathbf {H} \right)-\nabla ^{2}\mathbf {H} =\nabla \times \mathbf {J} .}
A partir de la llei de Gauss per al magnetisme, ∇ ⋅ H = 0, per tant.
{\displaystyle -\nabla ^{2}\mathbf {H} =\nabla \times \mathbf {J} .}
Utilitzant la llei d'Ohm, J = σE, que relaciona la densitat de corrent  J al camp elèctric E en termes de conductivitat d'un material σ, i assumint homogènia isotròpica conductivitat, l'equació es pot escriure com.
{\displaystyle -\nabla ^{2}\mathbf {H} =\sigma \nabla \times \mathbf {E} .}
Utilitzant la forma diferencial de la llei de Faraday, {\displaystyle \nabla \times \mathbf {E} =-{\frac {\partial \mathbf {B} }{\partial t}}} això dóna.
{\displaystyle \nabla ^{2}\mathbf {H} =\sigma {\frac {\partial \mathbf {B} }{\partial t}}.}
Per definició, B = μ0(H + M), on M és la magnetització del material i μ0 és la permeabilitat al buit . Per tant, l'equació de difusió és.
{\displaystyle \nabla ^{2}\mathbf {H} =\mu _{0}\sigma \left({\frac {\partial \mathbf {M} }{\partial t}}+{\frac {\partial \mathbf {H} }{\partial t}}\right).}

## Aplicacions

### Frenat electromagnètic
El fre elèctric utilitza la força d'arrossegament creada pels corrents de Foucault com a fre per frenar o aturar els objectes en moviment. Com que no hi ha contacte amb una sabata de fre o un tambor, no hi ha desgast mecànic. No obstant això, un fre de corrent de Foucault no pot proporcionar un parell de "subjecció" i, per tant, es pot utilitzar en combinació amb frens mecànics, per exemple, a les grues. Una altra aplicació és en algunes muntanyes russes, on les plaques pesades de coure que s'estenen des del cotxe es mouen entre parells d'imants permanents molt forts. La resistència elèctrica dins de les plaques provoca un efecte d'arrossegament anàleg a la fricció, que dissipa l'energia cinètica del cotxe. La mateixa tècnica s'utilitza en els frens electromagnètics dels vagons de ferrocarril i per aturar ràpidament les fulles en eines elèctriques com les serres circulars. Mitjançant electroimants, a diferència dels imants permanents, es pot ajustar la força del camp magnètic i, per tant, canviar la magnitud de l'efecte de frenada.

### Efectes de repulsió i levitació

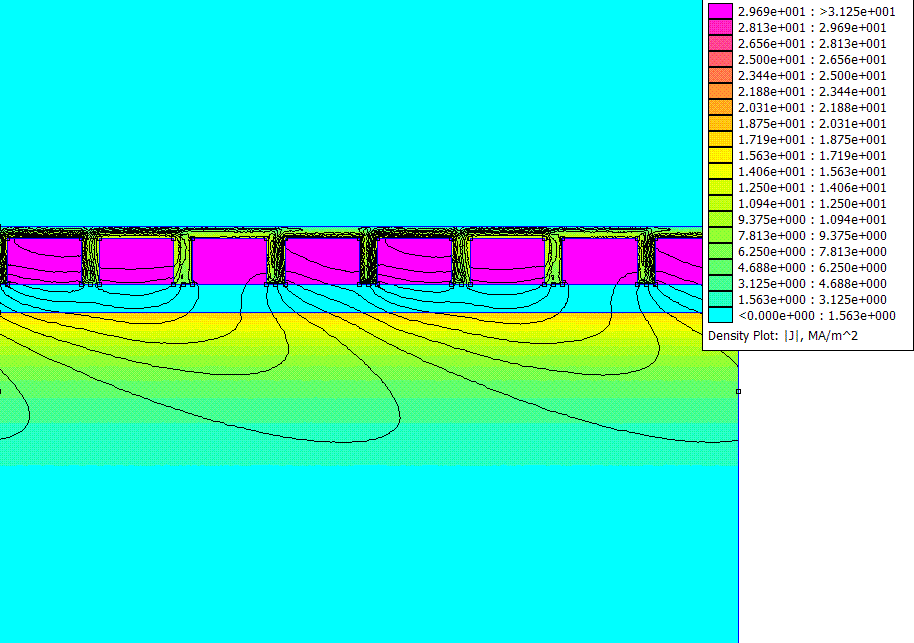
Una secció transversal d'un motor lineal col·locat per sobre d'una llosa d'alumini gruixuda. A mesura que el patró de camp del motor d'inducció lineal es mou cap a l'esquerra, els corrents de Foucault queden enrere al metall i això fa que les línies de camp s'inclinin.

En un camp magnètic variable, els corrents induïts presenten efectes de repulsió semblants al diamagnètic. Un objecte conductor experimentarà una força de repulsió. Això pot aixecar objectes contra la gravetat, encara que amb una entrada d'energia contínua per substituir l'energia dissipada pels corrents de Foucault. Un exemple d'aplicació és la separació de llaunes d'alumini d'altres metalls en un separador de corrents de Foucault. Els metalls ferrosos s'enganxen a l'imant i l'alumini (i altres conductors no fèrrics) s'allunyen de l'imant; això pot separar un corrent de residus en ferralla ferrosa i no ferrosa.
Amb un imant de mà molt fort, com els fets de neodimi, es pot observar fàcilment un efecte molt similar passant ràpidament l'imant sobre una moneda amb només una petita separació. Depenent de la força de l'imant, la identitat de la moneda i la separació entre l'imant i la moneda, es pot induir que la moneda s'empeny lleugerament per davant de l'imant, fins i tot si la moneda no conté elements magnètics, com ara els EUA penny. Un altre exemple consisteix a deixar caure un imant fort per un tub de coure: l'imant cau a un ritme espectacularment lent.
En un conductor perfecte sense resistència, els corrents de Foucault superficials cancel·len exactament el camp dins del conductor, de manera que cap camp magnètic penetri al conductor. Com que no es perd energia en la resistència, els corrents de Foucault creats quan s'apropa un imant al conductor persisteixen fins i tot després que l'imant estigui estacionari, i poden equilibrar exactament la força de la gravetat, permetent la levitació magnètica. Els superconductors també presenten un fenomen inherentment a la mecànica quàntica, anomenat efecte Meissner en el qual s'expulsen totes les línies de camp magnètic presents en el material quan esdevé superconductor, per tant el camp magnètic en un superconductor és sempre zero.
Utilitzant electroimants amb commutació electrònica comparable al control electrònic de velocitat és possible generar camps electromagnètics que es mouen en una direcció arbitrària. Tal com es descriu a la secció anterior sobre els frens de corrent de Foucault, una superfície conductora no ferromagnètica tendeix a descansar dins d'aquest camp en moviment. Tanmateix, quan aquest camp es mou, un vehicle pot ser levit i propulsat. Això és comparable a un maglev però no està lligat a un raïl.

### Identificació de metalls
En algunes màquines expenedores que funcionen amb monedes, els corrents de Foucault s'utilitzen per detectar monedes falses, o slugs (Moneda o similar falsificada que s'utilitza il·legalment per fer compres). La moneda passa per davant d'un imant estacionari i els corrents de Foucault alenteixen la seva velocitat. La força dels corrents de Foucault, i per tant el retard, depèn de la conductivitat del metall de la moneda. Els slugs es frenen en un grau diferent de les monedes genuïnes, i això s'utilitza per enviar-les a la ranura de rebuig.

### Detecció de vibracions i posició

La laminació de nuclis magnètics en transformadors millora molt l'eficiència minimitzant els corrents de Foucault

Els corrents de Foucault s'utilitzen en certs tipus de sensors de proximitat per observar la vibració i la posició dels eixos giratoris dins dels seus coixinets. Aquesta tecnologia va ser inicialment pionera als anys 30 per investigadors de General Electric utilitzant circuits de tubs de buit. A finals de la dècada de 1950, Donald E. Bently va desenvolupar versions d'estat sòlid a Bently Nevada Corporation. Aquests sensors són extremadament sensibles a desplaçaments molt petits, per la qual cosa són adequats per observar les vibracions minúscules (de l'ordre de diverses mil·lèsimes de polzada) a les turbomàquines modernes. Un sensor de proximitat típic utilitzat per al monitoratge de vibracions té un factor d'escala de 200 mV/mil.
 L'ús generalitzat d'aquests sensors en turbomàquines ha donat lloc al desenvolupament de la indústria normes que prescriuen el seu ús i aplicació. Alguns exemples d'aquestes normes són l'American Petroleum Institute (API) Standard 670 i l'ISO 7919.
Un sensor d'acceleració de Ferrari, també anomenat sensor de Ferrari, és un sensor sense contacte que utilitza corrents de Foucault per mesurar l'acceleració relativa.

### Proves estructurals
Les tècniques de corrents de Foucault s'utilitzen habitualment per a l'assaig no destructiu (NDE) i el monitoratge de l'estat d'una gran varietat d'estructures metàl·liques, inclosos els tubs de l'intercanviador de calor, el fuselatge de l'avió i els components estructurals de l'aeronau.

### Efectes pel·liculars
Els corrents de Foucault són la causa principal de l'efecte pel·licular en conductors que transporten corrent altern.
De la mateixa manera, en materials magnètics de conductivitat finita, els corrents de Foucault provoquen el confinament de la majoria dels camps magnètics a només un parell de profunditat pel·licular de la superfície del material. Aquest efecte limita l'enllaç de flux en inductors i transformadors amb nucli magnètics.

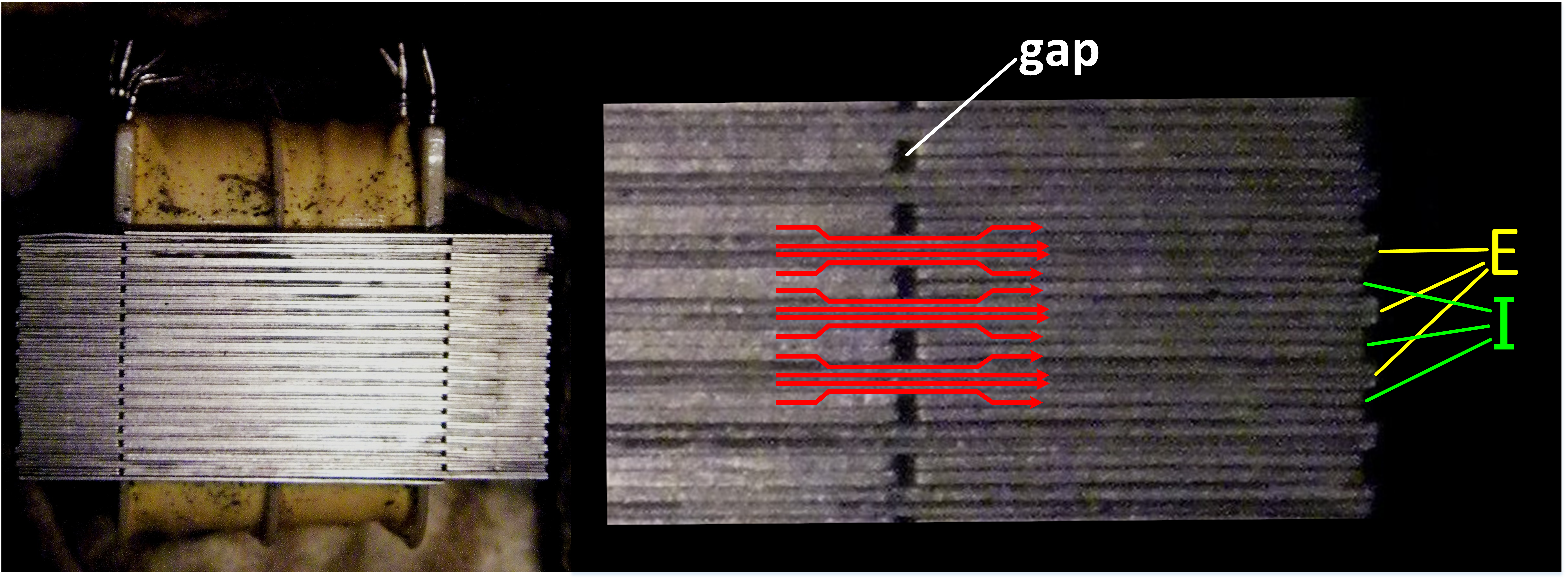
Laminacions de transformadors E-I que mostren camins de flux. L'efecte de la bretxa on les laminacions s'ajunten es pot mitigar alternant parells de laminacions E amb parells de laminacions I, proporcionant un camí per al flux magnètic al voltant de la bretxa.

## Altres aplicacions
- Els sistemes de frenada per corrents de Foucault s'utilitzen majorment en vehicles pesants i autocars.
- Asseguraments automàtics per escalada en roca.[14]
- Frens de tirolina.[15]
- En els ferrocarrils, la gamma d'alta velocitat InterCityExpress dels ferrocarrils alemanys (Deutsche Bahn) utilitza un sistema de frens per corrents de Foucault en algunes línies noves, i com a sistema de frenada d'emergència.
- S'utilitza a la cuina, en les plaques de coure per inducció per a escalfar els atuells que contenen el menjar, i en metal·lúrgia en els forns d'inducció que escalfen la massa metàl·lica abans de fondre-la.
- El motor de camp giratori també es basa en aquests corrents.
- Els comptadors de velocitat d'agulla també els utilitzen.
- Efecte de frenada: si col·loquem un disc d'alumini que giri de manera lliure, front a un imant, el camp magnètic produït per un imant redueix sensiblement la velocitat de rotació del disc. Aquest efecte de frenada és també degut als corrents d'energia elèctrica.
- En la separació dels tetra briks de la resta dels envasos del contenidor groc.[16]
- Mesures del gruix del recobriment.[17]